# Chór (film 2016)
Chór – węgierski film z 2016 w reżyserii Kristófa Deáka, nagrodzony Oscarem za 2016 dla najlepszego krótkometrażowego filmu aktorskiego. 

## Fabuła
Akcja filmu rozgrywa się w Budapeszcie w 1991. Dziesięcioletnia Zsófi (Dorka Gáspárfalvi) przeprowadza się do nowej szkoły podstawowej. Początkowo dziewczynka czuje się zagubiona, jednak gdy zostaje przyjęta do wielokrotnie nagradzanego, słynnego chóru zaczyna oswajać się z nowym miejscem. Zaprzyjaźnia się też z Lizą (Dorottya Hais), najpopularniejszą dziewczynką w klasie, która również śpiewa w chórze. Nauczycielka śpiewu Erika, nie uważa jej jednak za wystarczająco dobrą i prosi aby nie śpiewała, ponieważ przygotowują się do zawodów, w których mogą wygrać wycieczkę do Szwecji. Zsófi jest zraniona, ale posłusznie zachowuje w tajemnicy prośbę nauczycielki przed innymi dziećmi. 
Liza zauważa jednak, że Zsófi nie śpiewa, wtedy dziewczynka mówi jej o prośbie nauczycielki. Podczas następnej próby Liza doprowadza do konfrontacji z Eriką, w której nauczycielka informuje, że w najlepszym interesie chóru jest to, żeby głośno śpiewali tylko ci, którzy są najlepsi i nie chce zawstydzać publicznie słabszych. Okazuje się też, że w chórze jest więcej dzieci, którym nie wolno śpiewać. Gdy nadchodzi dzień zawodów, dzieci wychodzą na scenę jednak zamiast śpiewać zaczynają cicho wymawiać słowa. Zdenerwowana Erika opuszcza scenę, wtedy wszystkie dzieci zaczynają śpiewać.

## Nagrody
- 2016 - Olympia International Film Festival for Children and Young People 
  - Best Short Fiction Film - International Jury Award
- 2016 - Short Shorts Film Festival & Asia
  - International Competition - Best Short Film
  - International Competition - Grand Prix
- 2016 - Międzynarodowy Festiwal Filmowy w Toronto
  - People's Choice Award - Best Short Film
- 2016 - Chicago International Children's Film Festival
  - Live-Action Short Film - Adult's Jury Award
- 2017 - Oscar - nagroda Amerykańskiej Akademii Sztuki i Wiedzy Filmowej
  - Najlepszy krótkometrażowy film aktorski

## Obsada
- Zsófia Szamosi jako Erika
- Dorka Gáspárfalvi jako Zsófi
- Dorka Hais jako Liza
- Mónika Garami jako Jutka
- Borbála Karádi jako Anya
- Péter Bregyán jako dyrektor
- Rebeka Valu jako prezenter